# Ligne du Fresne d'Argences à Moult-Argences
La ligne du Fresne d'Argences à Moult-Argences est une ancienne ligne de chemin de fer d'intérêt local appartenant au réseau ferroviaire français. Situé dans le Calvados, cette courte ligne de chemin de fer se greffait à la ligne de Mantes-la-Jolie à Cherbourg (Paris – Cherbourg).

## Situation ferroviaire
Cette ligne de 3,741 km était à écartement normal (1 435 mm). Elle desservait trois gares :
- la gare du Fresne, dont le bâtiment se trouvait devant la tuilerie[2], desservie par un embranchement particulier ;
- la gare d'Argences ;
- la gare de Moult-Argences, où la ligne avait son propre bâtiment voyageurs[2], situé plus au nord de celui de l'administration de l'État (ex compagnie de l'Ouest)[3].

## Histoire
Le 23 juillet 1907, un embranchement ferroviaire entre la gare de Moult - Argences et la grande tuilerie du Fresne d'Argences est déclaré d'utilité publique. L'année suivante, le propriétaire de la tuilerie et de la ligne, Jules Gourmez, rétrocède cette nouvelle ligne à la Compagnie du chemin de fer d'Argences (décret du 25 novembre 1908) ; mais en réalité le propriétaire de la tuilerie en est le seul actionnaire. Le 20 juillet 1909, est signé le jugement d'expropriation des terrains nécessaires à la construction de la ligne. Le 12 avril 1912, une commission procède à la reconnaissance et à la réception provisoire des travaux. L'inauguration officielle, qui devait avoir lieu le 15 juillet, est reportée. La ligne est ouverte au public pour les voyageurs et les marchandises le 16 septembre 1912.
En août 1914, le service est interrompu. La compagnie, incapable de faire face au coût d'exploitation de la ligne, essaie de la vendre. La voie ferrée est démolie ; les traverses sont stockées, alors que les rails sont réutilisés sur d'autres lignes. Après la guerre, la voie est rétablie et la ligne rouvre en avril 1920.
Dans les années 1920, le déficit se creuse du fait de l'augmentation du trafic automobile. En 1929, les tarifs sont augmentés de 600%. Le trafic voyageur est assuré par autobus à partir du 1er décembre 1932 et ferme définitivement en mai 1936. Le dernier train circule en 1965 et la voie est définitivement démontée en 1967.

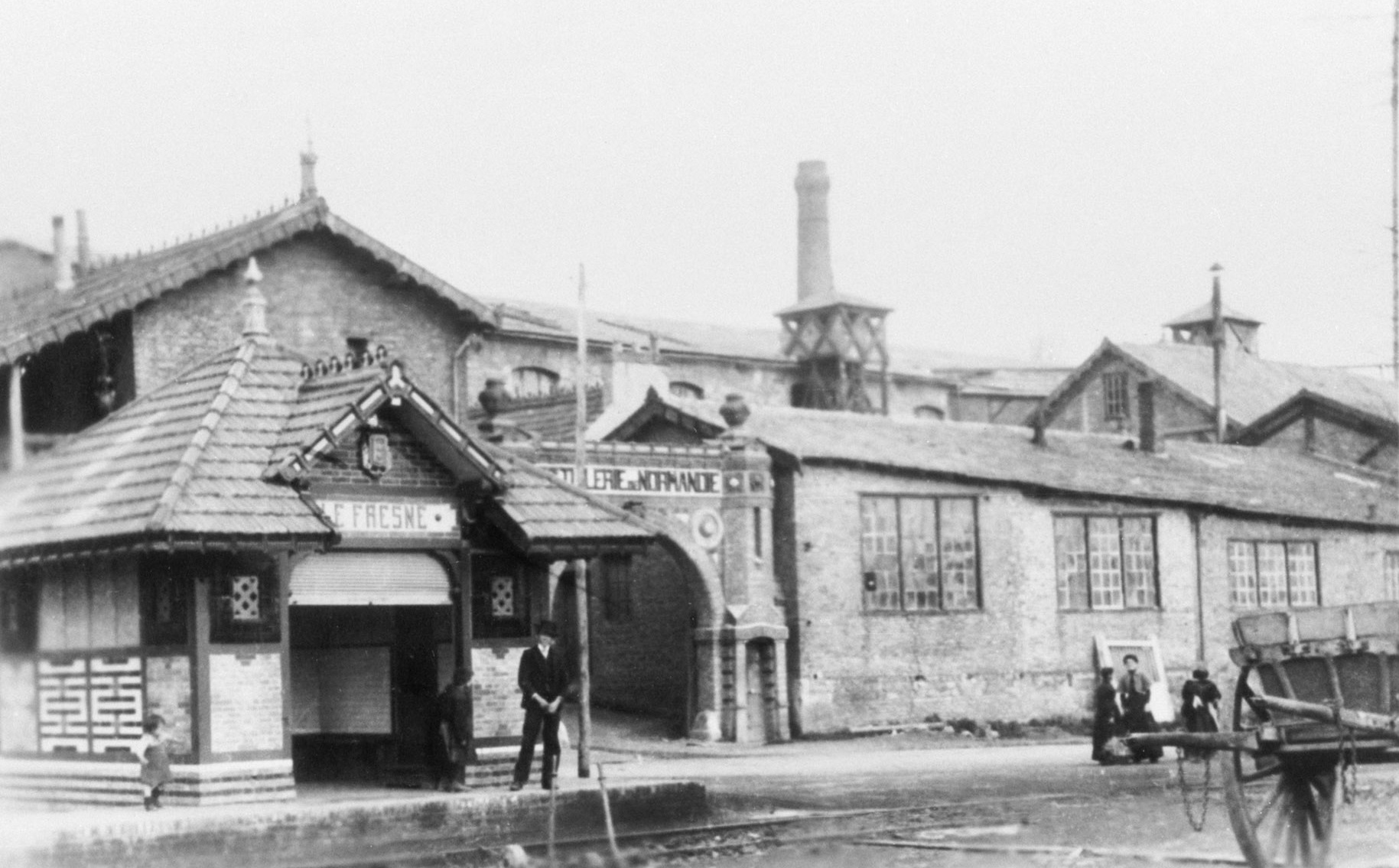
Halte et tuilerie du Fresne
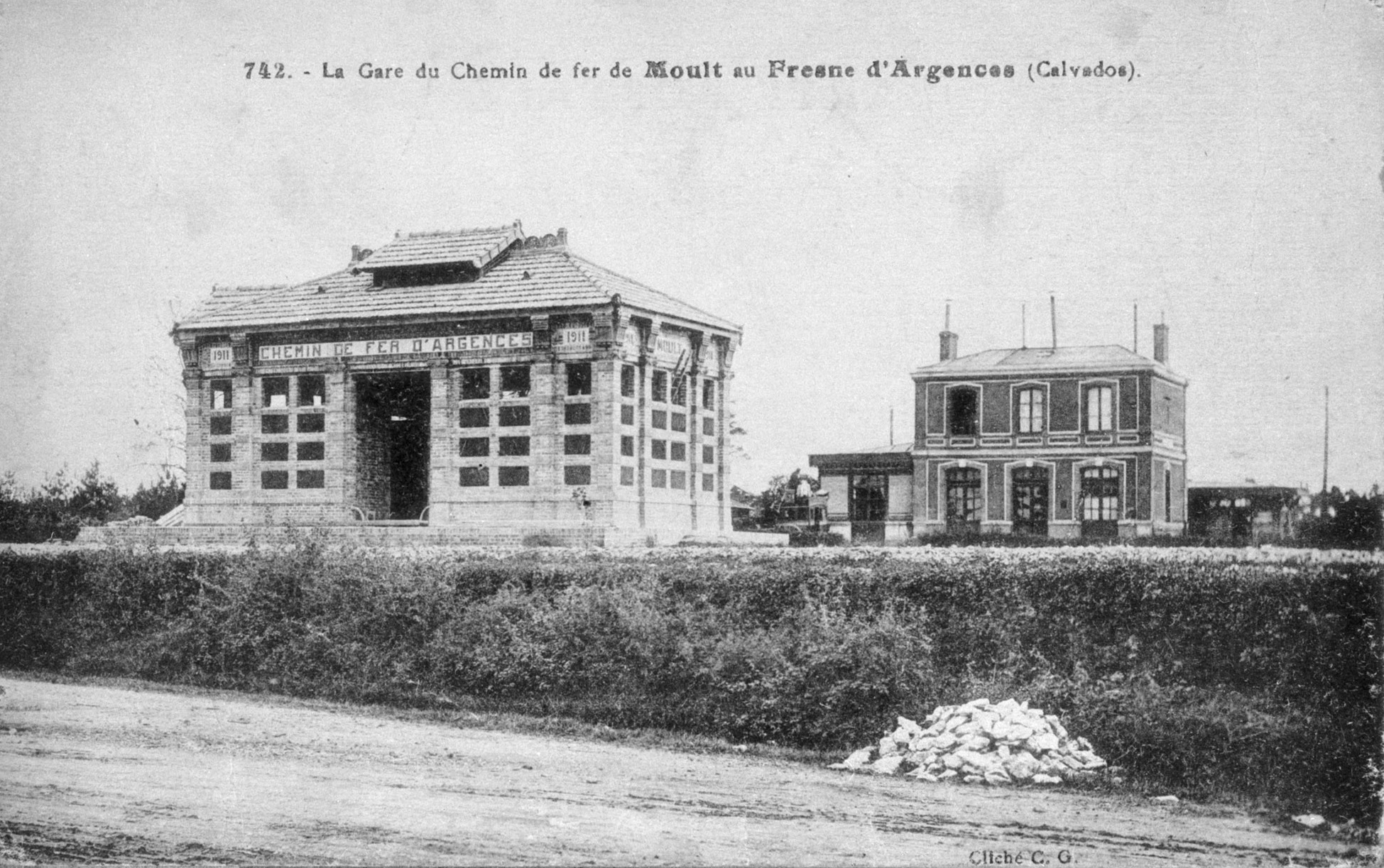
Gares de Moult-Argences

## Vestiges
Une partie de la plateforme de la ligne entre la route de Vimont et le hameau du Fresne a été réutilisée pour aménager un chemin piétonnier.
Le bâtiment voyageurs de la gare d'Argences existe toujours à l'angle de la route de Vimont et de la rue Paul-Décauville.
La gare de Moult a été détruite en 1987.

### Note
1. ↑  André Gomez, son frère, est par ailleurs maire d'Argences du 23 mai 1912 au 8 janvier 1921.